# Wybory parlamentarne w Danii w 2011 roku
Wybory parlamentarne w Danii w 2011 roku odbyły się 15 września 2011, w ich wyniku wyłoniony został nowy skład Folketingu, liczącego 179 deputowanych.
Wybory wygrała centrolewicowa koalicja złożona z Socialdemokratiet, Socjalistycznej Partii Ludowej, Radikale Venstre i Enhedslisten, która zdobyła 89 mandatów (92 razem z 2 mandatami z Grenlandii i 1 z Wysp Owczych) w nowym Folketingu. Koalicja centroprawicowa złożona z Venstre, Duńskiej Partii Ludowej, Sojuszu Liberalnego, Konserwatywnej Partii Ludowej i Kristendemokraterne zdobyła 86 mandatów (87 razem z 1 mandatem z Wysp Owczych).

## Wyniki wyborów
| Lista                        | Liczba głosów | % głosów | +/-% | Liczba mandatów | +/- |
| ---------------------------- | ------------- | -------- | ---- | --------------- | --- |
| Venstre                      | 947725        | 26,7     | +0,5 | 47              | +1  |
| Socialdemokraterne           | 879615        | 24,8     | -0,7 | 44              | -1  |
| Duńska Partia Ludowa         | 436726        | 12,3     | -1,6 | 22              | -3  |
| Det Radikale Venstre         | 336698        | 9,5      | +4,4 | 17              | +8  |
| Socjalistyczna Partia Ludowa | 326192        | 9,2      | -3,8 | 16              | -7  |
| Enhedslisten                 | 236860        | 6,7      | +4,5 | 12              | +8  |
| Sojusz Liberalny             | 176585        | 5,0      | +2,2 | 9               | +4  |
| Konserwatywna Partia Ludowa  | 175047        | 4,9      | -5,5 | 8               | -10 |
| Kristendemokraterne          | 28070         | 0,8      | -0,1 | –               | –   |
| kandydaci niezależni         | 1850          | 0,1      |      | –               | –   |
| Razem (frekwencja 87,7%)     | 3545368       |          |      | 175             |     |

| Lista                      | Liczba głosów | % głosów | +/-% | Liczba mandatów | +/- |
| -------------------------- | ------------- | -------- | ---- | --------------- | --- |
| Partia Unii                | 6361          | 30,8     | +7,3 | 1               | –   |
| Partia Socjaldemokratyczna | 4328          | 21,0     | +0,6 | 1               | +1  |
| Republika                  | 3998          | 19,4     | -6,0 | 0               | -1  |
| Partia Ludowa              | 3932          | 19,0     | -1,5 | 0               | –   |
| Partia Centrum             | 872           | 4,2      | -2,6 | 0               | –   |
| Partia Niepodległości      | 481           | 2,3      | -1,2 | 0               | –   |
| kandydaci niezależni       | 672           | 3,3      |      | 0               | –   |
| Razem (frekwencja 58,9%)   | 20644         |          |      | 2               |     |

| Lista                    | Liczba głosów | % głosów | +/-% | Liczba mandatów | +/- |
| ------------------------ | ------------- | -------- | ---- | --------------- | --- |
| Inuit Ataqatigiit        | 9780          | 42,7     | +9,5 | 1               | –   |
| Siumut                   | 8499          | 37,2     | +5,0 | 1               | –   |
| Demokraatit              | 2882          | 12,6     | -5,7 | 0               | –   |
| Atassut                  | 1728          | 7,6      | -8,7 | 0               | –   |
| kandydaci niezależni     | 24            | 0,1      |      | 0               | –   |
| Razem (frekwencja 57,4%) | 22913         |          |      | 2               |     |